# Пинское княжество
Пи́нское кня́жество — удельное княжество с центром в Пинске, выделившееся из Туровского княжества во второй половине XII века. Находилось в верховьях Припяти и низовьях её притоков Ясельды, Пины, Стыри и Горыни.
В XII—XIII веках было тесно связано с Туровским княжеством, находилось под влиянием Киевского и Владимиро-Волынского княжеств.
Под 1174 годом отдельно упоминаются «князья туровские и пинские», участвовавшие в походе на Киев князя Андрея Боголюбского. Первые князья Пинского княжества — Ярослав и Ярополк, сыновья туровского князя Юрия Ярославича. Ярослав в 1183 году участвовал в успешном походе русских князей на половцев. Ярополк упоминается под 1190 годом при описании его свадьбы.
Под 1204 годом Ипатьевская летопись называет пинского князя Владимира, возможно, сына Ярослава Юрьевича, захваченного во время борьбы за Владимиро-Волынское княжество. Под 1226/1227 годом упоминается пинский князь Ростислав, неудачно соперничавший за Чарторыйск с Даниилом Галицким. В 1229 году во время похода волынских князей на поляков Владимир был оставлен защищать Берестье от ятвягов возглавляемых Скомондом. Княжество сильно пострадало от многочисленных набегов литвы на Волынь, которые совершались через Пинск. В событиях, связанных с борьбой владимирских князей с литвой, под 1247 годом упоминается князь Михаил, а в событиях 1262 года пинские князья Фёдор, Демид и Юрий Владимировичи. Известно, что Юрий Владимирович умер в 1292 году.
После убийства основателя Великого княжества Литовского Миндовга в 1263 году в Пинск бежал его сын Войшелк, который принял православный постриг. При Гедимине или несколько ранее княжество вошло в состав Великого княжества Литовского. В 1320 году принадлежало Наримунту Гедиминовичу, с 1348 года его сыновьям Михаилу, Василию и Юрию. Наримунтовичи правили княжеством до смерти Юрия Семёновича, после чего княжество перешло великому князю Жигимонту.
В 1471 году княжество перешло к княгине Марии Гаштольд, вдове киевского князя Семёна Олельковича, а после её смерти — Фёдору Ивановичу Ярославичу, мужу её дочери. В 1521 году Сигизмунд I передал княжество своей жене Боне Сфорца. После отъезда Боны в Италию в 1556 году княжество было передано Сигизмунду Августу, который превратил его в староство. С 1565—1566 годов территория княжества административно входила в состав Пинского повета Берестейского воеводства.